# 大衛·阿爾貝爾達
大衛·艾比達（西班牙語：David Albelda Aliqués，1977年9月1日—），已退役的西班牙足球運動員，司職防守中場，其職業生涯大部分時間效力西甲球會華倫西亞。

## 生平

### 球會
艾比達是世界一級防守中場，有球評家這樣說過，意大利有加圖索，西班牙有艾比達。艾比達職業生涯由中堅開始，後轉打防守中場，其活動範圍甚廣，踢法勇悍，具有出色的防守能力。艾比達出色的防守表現，成為防線上的堅固屏障。多年來，華倫西亞的駭人的防守能力，艾比達實是功不可沒。
2001年，有華倫西亞之神之稱的門迭塔離隊後，艾比達接替隊長一職，並帶領球會兩奪西甲冠軍及歐洲足協杯冠軍。這位土生土長的華倫西亞人成為了當地的傳奇人物，多人的偶像。
2007年球季上半季，華倫西亞表現欠佳，艾比達因而在12月中被新任主教練罗纳德·科曼棄用。艾比達當時仍然是華倫西亞的球員，但不可與球隊一起操練及比賽。故他採取了法律行動，與球會對簿公堂。結果他敗訴，且嚴重損害了他與球會的關係及球迷們對他的印象。2008年4月21日，罗纳德·科曼被球會解僱，艾比達重新得到上陣機會，但不再擔任球隊隊長。
2010年8月1日，華倫西亞作客馬賽的季前熱身賽，艾比達在賽事末段重新戴上了隊長臂章。

### 國家隊
他曾出席2002年日韓世界杯及2006年德國世界杯，也曾於2000年悉尼奧運贏得銀牌。曾是西班牙國家隊主力成員之一。

## 榮譽
- 西班牙
  - 2000年悉尼奧運會
    - 銀牌
- 華倫西亞
  - 西班牙足球甲級聯賽冠軍（2次）
    - 2001/02, 2003/04

  - 西班牙盃冠軍（1次）
    - 2007/08

  - 西班牙超級盃冠軍（1次）
    - 2004

  - 歐洲足協杯冠軍（1次）
    - 2003/04

  - 歐洲超級盃冠軍（1次）
    - 2004

## 註腳
1. ↑  華倫西亞進行大清洗[永久]